# Государственные символы Ирландии
Государственные символы Ирландии — установленные Конституцией от 1937 года отличительные знаки Республики Ирландия: герб, флаг и гимн.

## Флаг
Флаг представляет из себя прямоугольное полотнище, состоящее из трёх вертикальных равновеликих полос: зелёной у древкового края полотнища, белой — в середине, и оранжевой — у свободного края полотнища. Отношение ширины флага к его длине — 1:2.
Зелёный цвет символизирует католиков, оранжевый — протестантов, белый — мир между этими конфессиями. Впервые флаг был представлен ирландским националистом и революционером Томасом Френсисом Мегером в Париже в 1848 году. Мегер был выходцем с Ньюфаундленда, и традиционно считается, что флаг был выполнен им по мотивам появившегося пятью годами ранее триколора Ньюфаундленда и Лабрадора, однако существует также версия происхождения флага от флага Франции.
Точные цвета флага определяются в руководстве, выпущенном Департаментом Премьер-министра Ирландии.

## Герб
Ирландский герб представляет собой золотую арфу с серебряными струнами (cláirseach) в лазоревом (синем) поле. Арфа долгое время была геральдическим символом Ирландии. В современном виде герб утверждён 9 ноября 1945 года. Ирландия является единственной страной в мире, государственным символом которой служит музыкальный инструмент. Арфа символизирует важность музыки в ирландской культуре и древность её традиций. Археологи находят на территории Ирландии кельтские арфы, датируемые XII веком. Сохранившиеся древние экземпляры относятся к XV веку.

## Гимн
Официальный гимн Республики Ирландия также известен как «Песнь солдата» (ирл. Amhrán na bhFiann). Изначально текст был написан в 1907 году Педаром Кирни (Peadar Kearney) на английском языке. Затем, совместно с Патриком Хини (Patrick Heeney) была написана музыка, а Лиам О’Ринн (Liam Ó Rinn) перевёл текст на ирландский. 
В 1934 году правительство Ирландии выкупило авторские права на песню за 1200 фунтов стерлингов.
Государственным гимном Ирландии песня стала ещё в 1926 году, заменив собой британский «God Save the King», который никак не подходил новообразованному ирландскому свободному государству. Собственно гимном Ирландии является только припев песни, исполняемый на ирландском языке. Кроме того, первые четыре такта, переходящие в последние пять тактов песни используются в качестве приветствия президента Ирландии — Президентского Салюта.

## Неофициальные и прочие символы
- Синий цвет святого Патрика
- Трилистник
- Флаг четырёх провинций Ирландии
- Красная рука Ольстера
- Флаг святого Патрика